# Pierre Lautier
Pierre Lautier est un homme politique français, avocat,  né le 18 mars 1890 à Carpentras (Vaucluse) et décédé le 12 décembre 1971.

## Principaux mandats
- Sénateur de l'Ardèche de 1939 à 1945

## Biographie
- « Pierre Lautier », dans le Dictionnaire des parlementaires français (1889-1940), sous la direction de Jean Jolly, PUF, 1960 [détail de l’édition]